# 星際爭霸戰：發現號
《星際爭霸戰：發現號》（英語：Star Trek: Discovery）是一部由布萊恩·富勒與艾力克斯·寇茲曼開創，於CBS通路全開（後來更名為派拉蒙+）首播的美國科幻劇情電視劇。這是《星際爭霸戰》系列自從《星際爭霸戰：星艦前傳》於2005年完結以來的第一部電視劇，也是該系列的第七部。本劇是以全新角色為主，與2009年電影《星際爭霸戰》的新世界觀毫無關聯。故事設定於電視劇故事的十年前，約2256年左右，並於第三季拓展至3188年。
該劇定於2017年9月24日首播，第一季共15集，而第二季則在2019年1月17日首播，合共14集。2019年2月，CBS正式續訂第三季，於2020年10月首播，同时也正式續訂第四季，於2020年11月開拍，預計於2021年在派拉蒙+首播。

## 劇情大綱
本劇故事大約在《星際爭霸戰》事件發生的前十年開始，第一季將看到克林貢家族在與星際聯邦的戰爭後團結起來，這場戰爭嚴重涉及聯邦星艦發現號（NCC-1031）的船員。第二季戰爭結束後，發現號調查了七個神秘信號和一個被稱為「紅天使」的奇異人物。 第三季則是發現號前往32世紀，即他們的未來900多年，為這場衝突畫下句點。第四季描述在《星際爭霸戰》事件發生的900多年後，發現號的船員們面臨著一種無形的異常。

## 集數
| 季數 | 集数 | 集数 | 上線日期       | 上線日期       | 上線日期    |
| 季數 | 集数 | 集数 | 首映           | 季终           | 电视网      |
| ---- | ---- | ---- | -------------- | -------------- | ----------- |
| 1    | 15   | 9    | 2017年9月24日  | 2017年11月12日 | CBS通路全開 |
| 1    | 15   | 6    | 2018年1月7日   | 2018年2月11日  | CBS通路全開 |
| 2    | 14   | 14   | 2019年1月17日  | 2019年4月18日  | CBS通路全開 |
| 3    | 13   | 13   | 2020年10月15日 | 2021年1月7日   | CBS通路全開 |
| 4    | 13   | 13   | 2021年11月18日 | 2022年3月17日  | 派拉蒙+     |
| 5    | 10   | 10   | 2024年4月4日   | 2024年5月30日  | 派拉蒙+     |

## 演員和劇中人物
| 角色                                  | 演員             | 職位                                 | 出场季度        | 出场季度        | 出场季度        | 備註 |
| 角色                                  | 演員             | 職位                                 | 1               | 2               | 3               | 備註 |
| 主要演員                              | 主要演員         | 主要演員                             | 主要演員        | 主要演員        | 主要演員        | 主要演員 |
| ------------------------------------- | ---------------- | ------------------------------------ | --------------- | --------------- | --------------- | --- |
| 麥珂·伯翰 Michael Burnham             | 索妮瓜·馬丁-葛林 | 發現號科學官、艦長；外星物種學家     | 主演            | 主演            | 主演            | 原联邦星舰神舟號大副，被瓦肯人收養的人類，畢業於瓦肯科學院，言行充滿瓦肯人極度理性的作風。戰爭爆發前，襲擊自己的艦長以試圖阻止戰爭，但未成功；戰爭爆發後被軍事法庭判定抗命，逐出艦隊入監服刑。後接受發現號洛卡艦長招募，藉由發現號監管的方式加入發現號科學部，經過多次任務考驗後，洛卡艦長授予科學官職務。在2258年為了拯救銀河系的未來而帶領發現號前往32世紀。 |
| 薩魯 Saru                             | 道格·瓊斯        | 發現號大副、前舰长                   | 主演            | 主演            | 主演            | 原聯邦星艦神舟號科學官。水魔族，天性敏感，能感應到危險的接近。之后通过死亡恐惧反应觉醒根除了恐惧性格。在2258年自願跟隨麥珂·伯翰前往32世紀。 |
| 保羅·斯塔麥 Paul Stamets              | 安東尼·瑞普      | 發現號首席科學官；太空真菌學家       | 主演            | 主演            | 主演            | 專長是研究太空菌種，孢子驅動系統設計者。艦上的醫療官考博為其同性伴侶。在2258年自願跟隨麥珂·伯翰前往32世紀。 |
| 希薇亞·堤利 Sylvia Tilly              | 瑪麗·懷斯曼      | 星際艦隊學院學員；發現號大副         | 主演            | 主演            | 主演            | 麥珂的室友。在學最後一年的實習被分配到發現號，隸屬科學部。生性極度樂觀，訓練有素但缺乏實戰經驗。對聚酯與聚氨酯纖維（物質合成機的主要原料）過敏，因此她的制服與寢具需要特別配置。以當上艦長為目標，接受麥珂的訓練與指導。在2258年自願跟隨麥珂·伯翰前往32世紀。                                                                                                  |
| 艾許·泰勒 Ash Tyler                   | 沙扎德·拉提夫    | 發現號首席安全官                     | 主演            | 主演            | Does not appear | 在聯星戰役被克林貢人俘虜的上尉，後與同樣被俘的洛卡逃獄，加入發現號，接受洛卡艦長的考核後，接任首席安全官。被俘期間被以克林貢技術改造，成為沃克的「載體」。期初和他的改造者羅瑞尔一起协助克林贡恢复统治，但由于克林贡贵族内乱，被成为31区特工探員的镜像喬吉歐所救，并加入31区。異性戀者，深爱着麥珂。指揮部与发现号大战後成為31區指揮官。                       |
| 加百列·洛卡 Gabriel Lorca             | 傑森·艾塞克      | 前發現號艦長                         | 主演            | Does not appear | 特定剧集出现    | 擁有著輝煌紀錄的軍事戰術家。雙眼因為舊傷，無法承受突然的光線變化。 實為來自鏡像宇宙的洛卡，所謂眼睛舊傷是該宇宙人類對光線敏感的特性。而主要宇宙的洛卡本尊早已陣亡。 |
| 休·考博 Hugh Culber                   | 威爾森·克魯茲    | 发现号医療官                         | 常設            | 主演            | 主演            | 其同性伴侶為斯塔麥。曾经被泰勒所杀，意识通过斯塔麥留存到孢子世界中，之后在孢子世界生命帮助下复活。在2258年自願跟隨麥珂·伯翰前往32世紀。 |
| 克里斯多福·派克 Christopher Pike      | 安森·蒙特        | 企業號艦長；發現號代理艦長           | 特定剧集出现    | 主演            | Does not appear | 在发现号经历镜像宇宙和克林贡大战后，临时兼任发现号舰长。 |
| 萳 Nhan                               | 瑞秋·安雀洛      | 前企業號安全官和工程師               | Does not appear | 常設            | 主演            | 巴爾贊人。與派克艦長一起登上發現號後擔任首席安全官。在2258年自願跟隨麥珂·伯翰前往32世紀。之後為了族人決定留在聯邦種子船上，讓星際聯邦的歷史可以繼續延續。 |
| 克里夫蘭·布克 Cleveland "Book" Booker | 大衛·阿賈拉      | 信差                                 | Does not appear | Does not appear | 主演            | 奎江人，一名32世紀的信差，也是一位能與大自然進行溝通的共感者。在遇見穿越時空的伯翰之後兩人開始共同合作。 |
| 常駐演員                              |                  |                                      |                 |                 |                 | |
| 菲莉帕·喬吉歐 Philippa Georgiou       | 楊紫瓊           | 神舟號艦長                           | 常設            | 常設            | 常設            | 主要宇宙：戰爭爆發後為了阻止戰爭，與大副麥珂一同實施斬首行動，但不幸戰死於克林貢戰艦內。 镜像宇宙：特倫帝國皇帝，在此麥珂為養女。被发现号从鏡像宇宙带到主要宇宙，之後透过與星際聯邦交換條件后获得自由，並加入到31区。在2258年跟隨麥珂·伯翰前往32世紀。由于身体经过大跨度时空转移而出现不适应，在永恆守护者的安排下，转移到一个适合她的时间线上生存。           |
| 綺拉·德特默 Keyla Detmer              | 艾蜜莉・考特斯   | 發現號舵手                           | 常設            | 常設            | 常設            | 原聯邦星艦神舟號舵手，在神舟號被摧毀之後升為上尉。她的顱骨以及眼部都有植入物，以補償在聯星之戰中受到的傷害。在2258年自願跟隨麥珂·伯翰前往32世紀。 |
| 喬安·奧什昆 Joann Owosekun            | 奧茵・歐拉德荷   | 發現號操作官                         | 常設            | 常設            | 常設            | 曾與派克艦長及伯翰登上特菈雷茲星調查神秘信號。在2258年自願跟隨麥珂·伯翰前往32世紀。 |
| 甘·瑞斯 Gen Rhys                      | 派屈克·郭-克恩   | 發現號戰術官                         | 常設            | 常設            | 常設            | 在2258年自願跟隨麥珂·伯翰前往32世紀。 |
| 羅納德·A·布萊斯 Ronald A. Bryce       | 小羅尼·羅維      | 發現號通訊官                         | 常設            | 常設            | 常設            | 在2258年自願跟隨麥珂·伯翰前往32世紀。 |
| 艾芮婭 Airiam                         | 漢娜·切斯曼      | 發現號孢子驅動系統操作官             | 常設            | 常設            | 客串            | 一名改造人。原本是以科學官服役，在發現號上轉為孢子驅動系統操作官。之後被人工智慧指揮部入侵系統，決定犧牲自己避免球體資料被奪走。 |
| 尼爾森 Nilsson                        | 莎拉·米奇        | 發現號孢子驅動系統操作官             | Does not appear | 客串            | 常設            | 艾芮婭死後接替她的中尉軍官，在2258年自願跟隨麥珂·伯翰前往32世紀。 |
| 沙瑞克 Sarek                          | 詹姆士·弗萊恩    | 天體物理學家                         | 常設            | 常設            | Does not appear | 瓦肯人，史巴克的父親，麥珂的養父。瓦肯駐聯邦大使，長年致力於推動人類與瓦肯人的互相了解、共存。 |
| 卡崔娜·康韋爾 Katrina Cornwell        | 潔妮·布魯克      | 星際聯邦上將                         | 常設            | 常設            | Does not appear | 洛卡的直屬上司。一直支持发现号的任务。在指揮部与发现号大战中为清除击中企业号的光子鱼雷而牺牲。 |
| 塔庫夫馬 T'Kuvma                      | 克里斯·奧比      | 克林貢家族領導者之一                 | 常設            | Does not appear | Does not appear | 克林貢人。打算以挑起戰爭的方式再次團結分裂的克林貢帝國，在喬吉歐與麥珂執行的斬首行動中殺死喬吉歐後，隨即被麥珂射殺。 |
| 沃克 Voq                              | 沙扎德·拉提夫    | 塔庫夫馬的繼承者                     | 常設            | Does not appear | Does not appear | 克林貢人，患有白化症。以克林貢人特有的技術將自身植入艾許·泰勒體內，借用艾許·泰勒的身分潛入發現號。 |
| 羅瑞尔 L'Rell                         | 玛丽·基夫        | 克林貢家族領導者之一；克林贡帝國統帥 | 常設            | 客串            | Does not appear | 克林貢人，专长于情报收集。将泰勒改造成沃克的“载体”并与他育有一子。后来成为克林贡統帥时陷入内部叛乱，经31区解救后同意让泰勒离开和将儿子送到时间晶体修道院抚养。指揮部与发现号大战中危机关头时带军出现帮助协防。 |
| 史巴克 Spock                          | 伊森·派克        | 企业号首席科學官                     | 特定剧集出现    | 常設            | Does not appear | 半瓦肯人，麥珂的非血亲弟弟。在发现七个红色信号的意义后以“精神病”为由安排治疗，但之后逃出并协助麥珂解读红色信号背后的危机。 |
| 阿迪菈·塔爾 Adira Tal                 | 布魯·德爾·巴里奧 | 崔爾人共生體宿主                     | Does not appear | Does not appear | 常設            | 他是人類和崔爾人的共生體宿主，是《星際爭霸戰》系列中第一個非二元性別角色。 |
| 葛雷·塔爾 Gray Tal                    | 伊恩·亞歷山大    | 前崔爾人共生體宿主                   | Does not appear | Does not appear | 常設            | 崔爾人，阿迪菈的男朋友，在阿迪菈之前的崔爾人共生體宿主。是《星際爭霸戰》系列中第一個跨性別角色。 |

## 製作

### 發展
2015年11月2日，CBS公布將推出《星際爭霸戰》新系列電視劇，並將於2017年1月首播。“緊隨其後”是2016年《星際爭霸戰》五十週年。這是自2005年的《星艦前傳》完結十多年後的首部電視劇，它是第一個專門為CBS通路全開串流媒體開發的節目。2009年電影和2013年電影《闇黑無界：星際爭霸戰》的聯合編劇艾力克斯·寇茲曼和希瑟·卡丁被確定為本劇的執行製作人，這與2016年的電影《星際爭霸戰：浩瀚無垠》並無關聯 。2017年1月，是CBS在2005年與維亞康姆分家達成的協議後，最早可以發布新星際爭霸戰系列的日期。Showtime、Netflix和Amazon Prime Video都提供了“大量資金”以獲得該劇的發行權，但在對新的CBS通路全開服務進行大量投資後，CBS認為回歸的《星際爭霸戰》可能是“真正讓CBS通路全開出現在地圖上的電視系列”。2016年1月，新的CBS總裁葛倫·蓋勒（Glenn Geller）透露，他和CBS頻道並沒有參與系列的製作，他說：「這部戲真的是為CBS通路全開準備的。雖然頻道會播出試播集，但我不能答覆和創作性有關的問題」。

#### 布萊恩·富勒
在《銀河前哨》和《星際爭霸戰：重返地球》系列開始了編劇的職業生涯後，布萊恩·富勒於2016年2月與寇茲曼一起被宣佈為新系列的節目統籌和共同創作者 。1982年電影《星艦迷航記II：星戰大怒吼》 和1991年電影《星艦迷航記VI：邁入未來》的編劇兼導演尼可拉斯·梅耶也以顧問製作人的身份加入本劇。3月，羅德·羅登貝瑞（《星際爭霸戰》創作者金·羅登貝瑞的兒子）和羅登貝瑞娛樂的崔佛·羅斯（Trevor Roth）也加入了本劇，擔任執行製作人。富勒說，與之前參與《星際爭霸戰》的人合作“真的是為了確保我們保持真實性”，並表示梅耶帶來了“清晰以及乾淨利落的故事論述”，他也被廣泛認為製作了《星艦迷航記》中最好的電影《星戰大怒吼》。
富勒多年來一直公開呼籲《星際爭霸戰》重返電視螢幕，特別是因為它對少數群體的影響，正如他解釋的那樣，“我無法停止思考有多少黑人因在一座橋上看到妮雪兒·尼柯斯而受到啟發。我一直在想，有多少亞洲人因看到喬治·武井而受到啟發，並讓他們對自己的未來充滿希望。我想成為代表新時代的一部分。”當富勒第一次與CBS就該劇會面時，公司並沒有對新節目內容的計畫 。於是他提出了一個獨立單元劇，每一季都是一個獨立的、以不同時代為背景的連載故事。這個故事將從《星際爭霸戰》的前傳開始，再從《星際爭霸戰》到《銀河飛龍》期間，而且是“超越前所未見的爭霸戰時光”。富勒將此與《美國恐怖故事》為恐怖片所做的相提並論，並將該提案描述為“一系列爭霸戰節目”的平台。相反地，CBS建議他創造一個單一的連載節目，看看它的表現如何，而富勒則開始朝《星際爭霸戰》前傳的概念進一步發展。
富勒在2016年6月宣布第一季將有13集 ，雖然他比較想要每季製作10集。一個月後，富勒宣布本劇的標題為《星際爭霸戰：發現號》，並透露它將設定在“黃金時間線”（包括之前的星際爭霸戰系列，但不包括現代重啟電影）中以保持同步系列和電影是分開的，所以“我們不必跟隨電影中發生的任何事情，他們也不必追蹤我們在做什麼”。同樣在7月，CBS工作室國際公司將該劇授權給Netflix，以便在美國和加拿大以外的地區發行，這是一項“重磅”交易，讓Netflix支付了該節目的全部預算（每集約6-700萬美元） 。在本劇的前期製作期間，富勒和CBS在節目方向上存在進一步分歧。製作過程中開始超出每集的預算，且由於富勒監督本劇的所有層面，同時還擔任另一部新節目《美國眾神》的節目統籌，使製作進度落後於預定的時間表。這讓CBS高級主管感到沮喪，他們認為富勒應該專注於《發現號》上，並在2017年1月首映日期前做好發布的準備。
2016年8月，富勒聘請了葛雷琴·J·柏格和亞倫·哈伯茨，與他一起合作製作《生死一點靈》。一個月後，他和寇茲曼要求CBS延遲本劇的發布，以便滿足人們對它的高期望，而工作室將本劇首映時間推遲到2017年5月。”
10月底，CBS要求富勒辭去節目統籌的職務，並宣布重組製作：哈伯茨和柏格成為唯一的節目統籌，從富勒建立的廣泛故事線和整體神話開始；寇茲曼和富勒將繼續擔任執行製作人，但富勒將注意力完全轉移到《美國眾神》身上；阿奇瓦·高斯曼將加入本劇擔任支援制作人，類似於他與寇茲曼一起在《危機邊緣》中擔任的角色。CBS重申，對於本劇他們“非常滿意富勒的創作方向”，儘管本劇直接來自富勒的一些元素被刪除，包括一些設計以及“更大量的寓言和復雜的故事”點。富勒後來證實他不再參與本劇，但他表示如果被問到的話，有興趣會在未來的幾季回歸。

#### 葛雷琴·J·柏格和亞倫·哈伯茨
本劇最終定於於2017年1月開始製作，“從導演的選擇，到佈景設計，再到特效，為了使《發現號》變得特別，我們繼續進行了大量仔細的考慮。”泰德·沙利文加入本劇擔任監督編劇製作人。2017年，在CBS的前期報告中，CBS互動總裁馬克·德貝瓦斯（Marc DeBevoise）確認了本劇的“秋季”發布日期，並宣布集數訂單已擴展至15集。6月，CBS宣布新的首映日期為2017年9月24日，該季播出至2017年11月，然後將於 2018年1月再次播出。這個暫停讓劇組有了更多時間完成下半季的後期製作。同樣在6月，寇茲曼說自己和富勒在他離開之前討論了未來的季數，並承諾“就故事方面來說，當然在格局、角色、大的點子、和本季的大發展面，這就是布萊恩和我討論過的所有內容”並且不會改變 。高斯曼在8月表示，未來的季數將採用“混合選集方法”，“將包含我們知道的角色和我們不知道的角色的弧線”。寇茲曼補充說，《發現號》的成功可能會導致其他新的《星際爭霸戰》系列去使用選集的形式。
2018年8月底，柏格和哈伯茨已經為第二季制定了“路線圖”，為第三季制定了“第一季的開始”。據透露，第一季的平均每集最終成本為8-850萬美元，使本劇成為有史以來最昂貴的電視劇之一。這超過了最初與Netflix的交易，但 CBS仍然認為該劇是有回報的，因為它預計會吸引新CBS通路全開訂閱者的數量 。在本劇首映後，寇茲曼表示，由於外部壓力造成第一季不得不延遲發布，製片人希望避免宣布任何未來幾季的上映日期。儘管如此，他還是希望能在2019年初推出第二季。第二季於2017年10月正式續訂，共13集 。高斯曼在第一季的製作過程中與編劇人員發生衝突後沒有回歸本季，而梅耶則沒有被要求回歸第二季。2018年6月，當第二季的製作正在進行時，CBS解雇了柏格和哈伯茨。這是因為本季的第一集大大超出了預算，以及兩人針對編劇人員的涉嫌辱罵行為。寇茲曼被任命為唯一的節目統籌，並準備在不拖延本季製作時間表的情況下“重組”編劇
。

#### 艾力克斯·寇茲曼和蜜雪兒·帕拉迪斯
寇茲曼接任後，第二季被確認有望在2019年1月首映，儘管最終製作的延遲足以讓CBS將本季的集數延長至14集，以分攤延遲成本 。在本季首映後不久，2月，本劇續訂了第三季，編劇蜜雪兒·帕拉迪斯與寇茲曼一起晉升為聯合節目統籌。2019年10月，寇茲曼表示第三季將有13集。
第四季已於2020年1月開始積極開發，並於10月正式對外宣布。同樣在10月，寇茲曼被問及他打算讓《發現號》繼續多久，尤其是在2019冠状病毒病疫情大流行期間其他串流媒體系列被取消的情況下。他說“《發現號》還有很多年”，並補充說本劇在第三季中進入未來，開闢了新的變數和故事敘述的機會，以防止系列感到陳舊。他還提到了之前幾個《星際爭霸戰》系列的先例，每個系列都進行了七季 ，後來又補充說，本劇接下來將保持在新的未來設定中進行。

### 劇本創作
本劇的編劇室在寇茲曼位於加州聖塔莫尼卡的秘密藏身處辦公室，其中包括“與《星際爭霸戰》有著截然不同關係的星戰迷”，寇茲曼說這是“一件健康的事情”。富勒希望透過利用CBS通路全開的串流格式並在整個第一季講述一個單一的故事情節，使本劇與之前700多集的《星際爭霸戰》區分開來。他和寇茲曼根據某些《星際爭霸戰》集數的“DNA”開發了這個故事，以尋找“星艦迷航記所提供的精神，無論是在高概念科幻小說的敘事方式還是對人類狀態的真正美妙的隱喻方面”。柏格說本劇的編劇們“非常喜歡”《星際爭霸戰》、《銀河飛龍》以及這些系列的家庭觀點，而哈伯茨補充說，梅耶的《星艦迷航記》電影對《發現號》有著特別的影響，因為“他的故事講述很複雜且知性，角色的發聲權也有很大的空間”。
劇名中的星艦是以電影《2001太空漫遊》的發現號1號和NASA的發現號太空梭命名，而“發現的意義......對《星艦奇航記》的觀眾來說意味著什麼，他們被金·羅登貝瑞承諾了一個未來，在那裡我們作為一個星球聚集在一起，尋找新的世界和新的外星種族來探索、理解和合作”。富勒認為本劇是《星際爭霸戰：星艦前傳》和《星際爭霸戰》之間的橋樑——兩者相隔大約150年——但更接近後者，以允許本劇“玩轉那些星艦和那些制服的所有意象” 。 2017年5月，沙利文將本劇描述為《星際爭霸戰》的“真正前傳”，寇茲曼後來補充說，有許多經典的《星際爭霸戰》元素，編劇們中的星戰迷希望包含在本劇中但沒辦法，因為它們是當時包含在《星際爭霸戰》中星際艦隊第一次發現的東西。選擇在整個第一季中展示一個單一的連載故事的靈感來自於電視的普遍變化，以講述更現實和連載的故事，而不是“每週基於新目的地的冒險”形式，這種形式在以前的《星艦奇航記》系列中經常使用。富勒是1990年代推動《銀河前哨》和《星際爭霸戰：重返地球》轉向這種風格的幾位編劇之一 。同樣地，受到現代“電視巔峰”系列（如《冰與火之歌：權力遊戲》）的啟發，人們願意出於戲劇性原因殺死主要角色，不過編劇們希望避免無緣無故或為了“衝撃度”而這樣做。
富勒說本劇可以“推動內容的極限，因為它不會受到播放標準的限制”，但“它仍然是《星際爭霸戰》。它可能會稍微多一些寫實的內容......我想像了我們將拍攝場景的幾種方法，看看在編輯室裡什麼感覺更真實。”哈伯茨最終將本劇描述為“硬PG-13”，稱該系列可能包含“一些暴力內容或一點點言語”，但他們仍然希望這個節目是闔家觀賞的並“尊重整個電視系列”。在本劇中使用時間旅行時，這種劇情橋段在之前的每一季真人版《星際爭霸戰》中至少有兩集使用過，富勒說到2016年8月底還沒有用於任何一集，而且“你永遠不知道你什麼時候想拿出那個橋段，但我不希望過度依賴時間旅行來講述這一季的故事。”本劇的編劇們還選擇無視金·羅登貝瑞長期以來的規則，即星際艦隊成員之間不得有任何重大衝突或被負面描述（羅登貝里本人並不總是嚴格遵守這一規則）。哈伯茨解釋說：“我們正在嘗試製作複雜的故事，角色具有強烈的觀點和強烈的情感。人們必須犯錯——這些錯誤未來仍然會再犯。我們在未來仍然會爭論它……我們從羅登貝瑞得到的是我們如何解決這些衝突。”由於本劇作為《星際爭霸戰》的前傳，製片人認為，《發現號》更重要的是朝著羅登貝瑞的理想發展，並表明“如果不努力，你就不能簡單地接受和寬容，所以這個節目就是關於那種鬥爭。”

### 選角

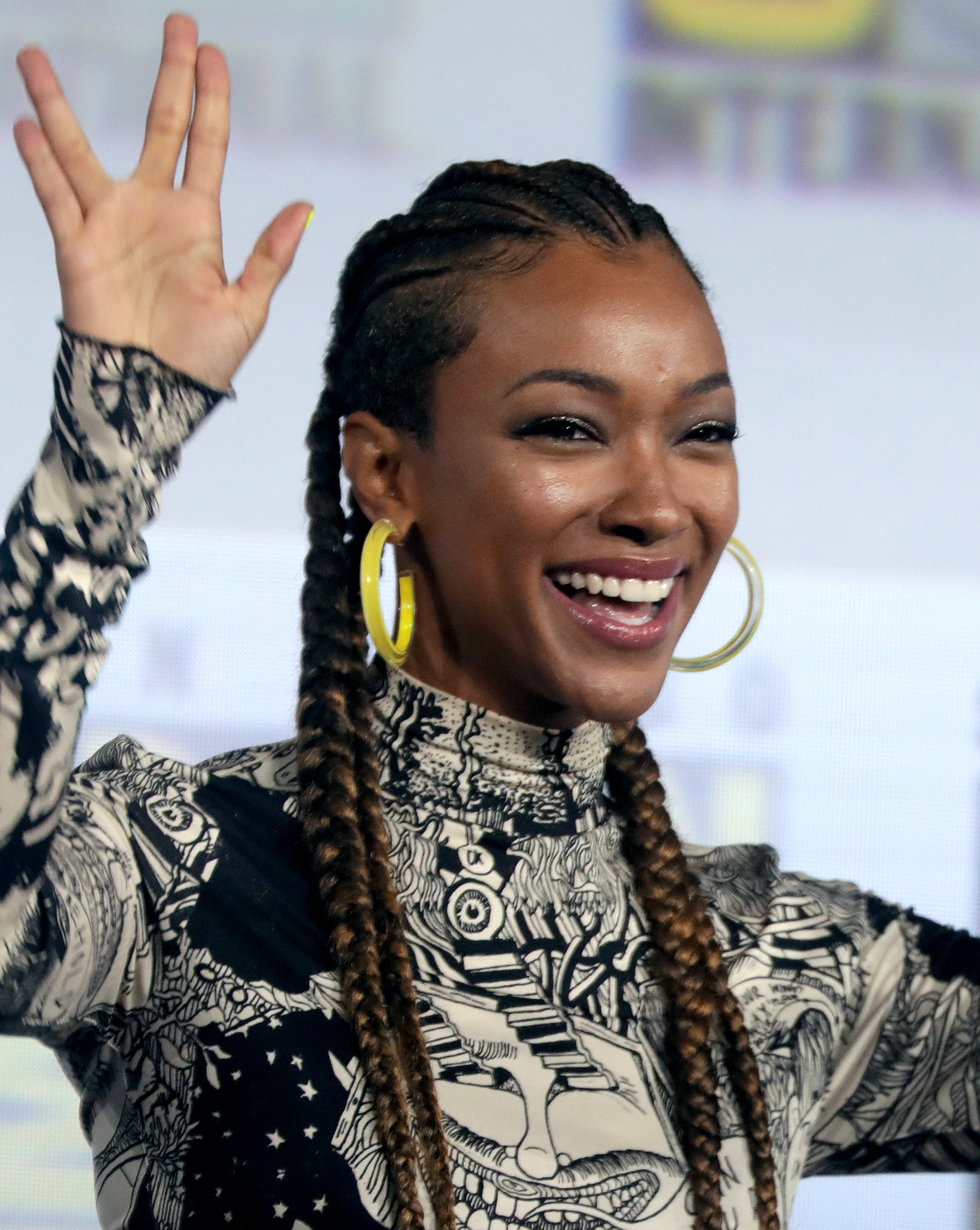
索妮瓜·馬丁-葛林飾演本劇主角麥珂·伯翰

2016年6月，富勒已經會見了幾位演員，並表示“我們希望延續《星際爭霸戰》最擅長的事情，這是進步的。所以透過色盲棱鏡和性別盲棱鏡來看待所有這些角色是很有趣的”。 一個月後，希瑟·卡丁澄清說，該劇將會有少數族群、女性和LGBTQ角色 。8月，富勒表示本劇將有“大約七個”主角，與之前的《星際爭霸戰》系列都是由艦長擔任主角不同，本劇將由一名非白人女演員扮演一名中尉指揮官擔任主角。他說本劇還將包含比其他《星際爭霸戰》系列更多的外星人角色，並且至少會有一個公開的同性戀角色。富勒本人也是同性戀，自從在《星際爭霸戰：重返地球》上工作時收到仇恨郵件，當時有傳言該劇中的一個角色將成為同性戀，他就決定要看到這種情況發生。
到了8月，富勒已經與梅·傑米森討論了本劇的選角問題，梅·傑米森是第一位在《銀河飛龍》中客串演出的太空黑人女性 。他預計會在10月份公佈演員表，但到那個月底還沒有公佈。據傳該劇的大部分主要角色到那時都已經選好了，但沒有演員獲選該劇的主角。這是CBS“一些內部壓力”的來源。幾位非裔美國人和拉丁裔女演員正在尋求這個角色，CBS“不尋求巨星，更喜歡新面孔的角色。 ” 10月，該劇演員陣容包括“一名女星際聯邦上將、一名男克林貢船長、一名男星際聯邦上將、一名男顧問和一名英國男醫生”，其中一名男主角由一名公開的同性戀演員扮演
。
2016年11月，道格·瓊斯和安東尼·瑞普被透露將分別飾演科學官薩魯和斯塔麥。前者是為該劇創造的外星種族水魔族人（Kelpien） ，而後者是第一個被設想並宣佈為同性戀的星際爭霸戰角色 。索妮瓜·馬丁-葛林於12月擔任主角，並於2017年4月正式確認，該角色的名字被透露為麥珂·伯翰。同樣在12月，沙扎德·拉提夫被選為克林貢人柯爾。2017年3月，傑森·艾塞克被選為聯邦星艦發現號的洛卡艦長，瑪麗·懷斯曼作為學員堤莉加入。4月底，據透露，拉提夫已被重新塑造為星際艦隊泰勒中尉。在該劇中，這個角色被證明是克林貢人沃克（Voq）使用的一個臥底角色，最初被認為是由發明的演員賈維德·伊克巴爾（Javid Iqbal）飾演的，以掩蓋拉提夫同時扮演沃克和泰勒的事實
。
瑞普在2017年7月透露，他之前曾在音樂劇《吉屋出租》中合作過的威爾森·克魯茲將飾演斯塔麥的情人休·考博。這個角色在第一季就被殺死了，這被一些人批評為遵循“埋葬你的同性戀”的比喻。然而，本劇的執行製片人克魯茲和GLAAD立即發表聲明稱“在星際爭霸戰宇宙中死亡並不總是終點”，並且將繼續探索考博和斯塔麥之間的關係。哈伯茨將其描述為本劇中最重要的關係之一。克魯茲隨後從他的常駐角色晉升為本劇第二季的主要演員，因為考博復活了。第一季結束後，發現號收到了來自企業號，特別是克里斯多福·派克艦長的求救信號，哈伯茨表示有興趣探索這個角色。安森·蒙特於2018年4月出演該角色，並在第二季登場。
新角色阿迪菈的選角已於2019年6月開始，這個非二元性別角色被描述為“非常聰明和自信”，有可能成為整個第三季的主要角色。下個月，大衛·阿賈拉加入演員陣容，擔任第三季的常駐角色克利夫蘭·布克。瑞秋·安雀洛（Rachael Ancheril）也因其在本季中的出場而被認為是主演，從第二季開始，她重複出演了 萳這個客串角色。她的角色在該劇第三季的第五集中退場。2020年9月，非二元新人布魯·德爾·巴里奧被透露將飾演阿迪菈，而變性演員伊恩·亞歷山大伊恩·亞歷山大則宣布將出演第三季的另一位客串角色，即崔爾人角色葛雷。阿迪拉和葛雷分別被認為是《星際爭霸戰》系列中第一個明確的非二元和跨性別角色。這兩位演員在第四季中重新回歸演繹了他們的角色，並被晉升為本劇的主要演員。

### 設計
馬克·沃辛頓（Mark Worthington）和陶德·切爾尼亞夫斯基（Todd Cherniawsky）擔任該劇的初始製作設計師 ，由塔瑪拉·德弗里爾（Tamara Deverell）接手第一季的製作； 格莎·菲利普斯（Gersha Phillips）和薩蒂拉特·安妮·拉拉布（Suttirat Anne Larlarb）設計了該劇的服裝 ；資深《星際爭霸戰》設計師約翰·伊夫斯與史考特·史奈德（Scott Schneider）一起設計了星艦 ；煉金術工作室（Alchemy Studios）的葛倫·赫特里克和內維爾·佩奇（Neville Page）提供了假肢和盔甲，佩奇之前曾為“凱文時間線”的星際爭霸戰電影設計； 馬里奧·莫雷拉（Mario Moreira）擔任該劇的道具大師 。該劇還聘請了七位藝術總監、九位插畫師、三十五位以上的佈景師，以及四百五十多名畫家、木匠、雕塑家、模型製作師、焊工、服裝師和道具設計師 。設計師們還向噴氣推進實驗室諮詢科學準確性。
富勒在談到節目設計的一般方法時說，“我們在2016年製作節目。我們必須更新特效的風格、佈景的風格、化妝的風格……所有其他的系列的製作時間不像我們現在那麼複雜，我們可以在製作方面做些什麼，我們將重新建立整個系列的外觀”來讓《星際爭霸戰》繼續前進。富勒曾希望該劇的制服能夠反映《星際爭霸戰》的原色，但這個想法在他離開後被拋棄了。 然而，富勒對克林貢人的設計則被保留了下來，但是他“真的，真的很想”重新設計。3D Systems的“尖端”3D列印技術被廣泛用於本劇的製作。對於假肢，佩奇和赫特里克對演員進行了詳細的雷射掃描，以便他們可以在創建實際版本之前在虛擬環境中模擬化妝和假肢。劇中星際艦隊制服的布料是在瑞士客制化染色的；這些服裝是由菲利普斯和她的部門在多倫多剪裁和組裝的。劇中看到的主要制服是專門為演出混合的海軍藍，根據軍官的劃分，有金色或銀色的點綴。醫務人員穿著同樣在瑞士客制化染色的不同版本“醫院白”，而艦長的制服是標準的海軍藍，但肩膀上有額外的金色滾邊。星際艦隊的徽章由矽青銅鑄成，然後由珠寶商拋光和鍍金，用於為本劇創造客制化顏色，根據穿著制服的軍官的劃分：金色代表指揮，銀色代表科學和醫療，銅代表作戰。三度儀和手持掃描儀、通訊器和光炮等道具均採用3D列印技術生產，並深受其在《星際爭霸戰》中的設計啟發。
聯邦星艦發現號的設計，是基於未製作的電影《星際爭霸戰：泰坦星球》中未使用的羅夫·麥奎瑞為聯邦星艦企業號的設計，富勒在2016年7月指出“在我們的法律團隊弄清楚一些事情之前，我們無法對其進行合法評論”。麥奎瑞的設計基於肯·亞當創造的概念，以具有扁平二級船體的船隻為特色。富勒想要“讓我們的《星際爭霸戰》看起來與眾不同”，在看到麥奎瑞的設計後，“看到了船的粗線條，開始談論70年代的賽車和藍寶堅尼以及詹姆士·龐德的汽車，並開始研究設計，汲取這些靈感並提出對我們來說完全獨特的東西。”在最終版本於2016年12月獲得批准之前，發現號的設計經歷了多次修改和改進。發現號上的病房的靈感來自《星際爭霸戰》的企業號 。為該劇創造的其他聯邦星艦包括神舟號和歐羅巴號 。發現號的內部佈置被描述為“走廊和房間的糾結”，其設計與船艦的外觀設計相符，因此“房間可以放在房子裡是可信的”，但某些地方有一些藝術執照。星際艦隊電腦系統所使用的圖表被設計得比現代技術更先進，但同時也“尊重了之前系列中使用的設計外觀和感覺”。這些圖表所允許的初始顏色大多僅限於藍色，為了使該劇越接近《星際爭霸戰》的時間區段，這些圖表變得更加豐富多彩。
本劇的片頭是由Prologue公司使用2D動態圖形製作的。片頭使用“生動的、深褐色浸透的調色板”，描繪了整個星際爭霸戰歷史中的元素——例如光炮、通訊器和瓦肯舉手禮——並解構了它們。Prologue公司的創意總監安娜·克里亞多（Ana Criado）在開始製作片頭之前“並不是那麼精通”《星際爭霸戰》，當該劇的製片人要求片頭與之前的任何《星際爭霸戰》片頭不同時，這被證明是一個優勢。 為該片頭確定了“藍圖”主題，以承認它是前傳，“從字面上解構Trek意象”。克里亞多解釋說，最初的計劃是將片頭設定為黑白，但發現這太“冷”了，取而代之的是文藝復興風格的棕褐色外觀，“讓它看起來像是我們從頭開始設計一切”。 在該劇的主題音樂最終確定之前，片頭已完成。在更新第二季的片頭以解構該故事特有的新元素時——包括艦長的椅子和“紅天使”——Prologue能夠比第一季更接近音樂的節奏。第三季再次更新了片頭 。第三季還為該劇引入了一個新標誌，以反映其走向遙遠的未來。寇茲曼認為這一點特別重要，因為該劇的初始標誌反映了第一季的克林貢故事情節，而現在已從那個故事情節往前走了。

### 拍攝
《星際爭霸戰：發現號》是在松林多倫多製片廠拍攝的。該劇的一些佈景製作時間超過六週，而新佈景正在製作中，直到本季製作結束 。《發現號》充分利用了製片廠的多個錄音棚，包括北美最大的錄音棚 。該劇的一些集數僅在現有場景中拍攝，使它們成為造瓶劇集，儘管哈伯茨表示該集不會做任何就像“每個人都被困在食堂裡一樣！”。劇中的各種場景在多倫多附近的地點拍攝，包括阿加汗博物館和士嘉堡懸崖。
對於該劇的視覺領域，寇茲曼認為它必須“證明使用優質有線電視服務是合理的” 。節目統籌特別受到《星艦迷航記》及其“廣域”的啟發，哈伯茨解釋說，該劇以2:1的長寬比拍攝，“正好適合以一種非常抒情的方式講述故事”。他補充說，該劇的一些視覺效果受到了J·J·亞伯拉罕的現代星際爭霸戰電影的影響。根據阿奇瓦·高斯曼的說法，其中一些影響是“在電影上具有創造性的能力……親密的談話，用《星際爭霸戰》的巨大畫布講述人性化的故事。更動感的鏡頭，更動態的存在方式”。製片人與試播導演大衛·山謬密切合作，使該劇看起來盡可能電影化，包括以“不要在某種鏡框式舞台箱中拍攝......能夠讓鏡頭進入宇宙，你知道，以有趣的方式拍攝它，這是編排場景以激發鏡頭移動和照明的結合。”攝影師想要強調現場開源，在自然出現的任何地方內置照明，以幫助創造更逼真的感覺，並使該劇與《星際爭霸戰》的“舞台”感保持距離。還可以控制照明以創造完全不同的情況，例如星際艦隊紅色警報的照明。哈伯茨說，攝影指導希望該劇具有“林布蘭質感”。 第二季使用了2.39:1的長寬比。

### 視覺特效
在最初的創作期間，視覺效果製作人被聘請開始製作該劇，富勒解釋說本劇將需要諸如“對某些外星物種進行數位增強”和“光波傳送”之類的東西。他說：“我們正在努力為我們的《星際爭霸戰》版本獨有的所有事物培養不同的面貌，並貫徹我們在《星際爭霸戰》五十年中喜歡看到的主題，但採取了稍微不一樣的方法。”Pixomondo是該劇的主要視覺效果廠商，Spin VFX和Crafty Apes也有參與製作。寇茲曼指出，本劇使用多個CG環境，這需要幾個月的時間才能正確渲染。發現號的梭機艙完全由電腦生成，演員在綠幕前表演該環境中的場景；使用數位套裝比為本劇創造的任何其他套裝都要貴，包括實際製作的套裝

### 音樂
該劇的第一個預告片使用菲爾·艾斯勒（Fil Eisler）創作的音樂，他在三週內“將這些音樂組合在一起進行試鏡”。在該劇的製作開始之前，查爾斯-亨利·阿夫朗（Charles Henri Avelange）還創作和錄製了音樂作為“CBS的展示”，而克利夫·艾德爾曼和奧斯丁·溫特里都被認為是該劇的作曲家。
2017年7月，傑夫·羅素被宣佈為該劇的作曲家。羅素在加州華納兄弟工作室的伊斯伍德音樂廳（Eastwood Scoring Stage）與一個60人的管弦樂隊一起錄製了該劇的配樂。該劇的主題曲融合了亞歷山大·卡里奇原版星際爭霸戰主題曲的元素。羅素承認，並非所有現在的星戰迷都會欣賞這個新主題曲，但他認為，不管有些人覺得它與之前的系列主題曲相比如何，它仍然準確地代表了本劇。
第一季兩章個人原聲帶，分別於2017年12月15日和2018年4月6日發行，第二季原聲帶於2019年7月19日發行。

## 市場行銷
該劇的第一部完整預告片於2017年5月發布。《富比士》的梅林·巴爾（Merrill Barr）表示，對於很多認為該劇在經歷了許多製作挫折和延遲後永遠不會發布的人來說，預告片是一個好兆頭，他說，“擁有可以反復觀看的正統預告片帶來了希望的跡象......《星際爭霸戰：發現號》是真實的，現在我們有了證據。”E! 新聞的克里斯·哈尼克將預告片描述為“華麗”和“真正的電影”，並且由於鏡頭中出現了沙瑞克和克林貢人，品“這就是你所了解和喜愛的星際爭霸戰。”Vox的阿雅·羅馬諾（Aja Romano）稱預告片的視覺效果“華麗和現代”，“但仍然非常符合之前星際爭霸戰系列的審美”。她繼續說道，“這部預告片中被忽視的是該劇的整體情節......無論如何，看到克林貢人在他們所有好鬥的榮耀中，對星戰迷感覺有點像是要回到家了。”同樣在5月，麥克法蘭玩具公司與CBS簽署了一項玩具許可協議，為《發現號》生產“人物、角色扮演武器和配件”。CBS消費性產品高級副總裁維洛妮卡·哈特（Veronica Hart）解釋說，麥克法蘭之所以被選為該劇的第一個授權商，是因為其“對品質的承諾和對星戰迷的奉獻”。這個協議還將讓該公司“從整個星際爭霸戰宇宙中創造商品，從經典的《星際爭霸戰》到其流行的電影系列。”根據協議生產的第一批商品於2018年年中發布.。2019年，Round 2發布了根據發現號製作的比例模型
。

## 發行
| 季數 | 季數 | 家用媒體發行日期 | 家用媒體發行日期 | 家用媒體發行日期 |
| 季數 | 季數 | 區域1            | 區域2            | 區域4            |
| ---- | ---- | ---------------- | ---------------- | ---------------- |
|      | 1    | 2018年11月13日   | 2018年11月19日   | 2018年11月28日   |
|      | 2    | 2019年11月12日   | 2019年11月18日   | 待公布           |

《星際爭霸戰：發現號》的第一集在美國CBS的“預覽播放”中播出，並與第二集一起在CBS通路全開上播出。前三季的其餘集數每週在CBS通路全開上發布。2016年7月18日，CBS工作室國際公司將該系列授權給貝爾傳媒在加拿大播出，並與Netflix達成全球授權協議，於美國與加拿大之外，由Netflix為獨家首映平台，在另外188個國家播出。 7月23日，Netflix發布官方預告片。在加拿大，首播在CTV電視網和專業頻道CTV科幻頻道上與CBS聯播，然後在Crave上播放；它也在專業頻道Z上以法語播出。後續集數透過CTV科幻頻道、Z和Crave發布 ，CTV科幻頻道的每一集將在CBS通路全開播放的前30分鐘播出 。Netflix在其他國家跟地區，每一集將在美國首映後24小時內全球播出，以供影音串流平台播放。該協議還使貝爾傳媒和Netflix收購了所有以前的《星際爭霸戰》系列，以提供完整的串流和播放。2020年9月，維亞康姆CBS宣布CBS通路全開將在2021年3月擴增並更名為派拉蒙+。發現號前三季的現有集數將保留在派拉蒙+以及該劇的未來幾季。

## 評價

### 收視率
根據尼爾森媒體研究的資料，在CBS播放的第一集被“相當不錯的”950萬觀眾收看。本劇的首映導致CBS通路全開的訂閱量創下新高，由於《發現號》的功勞，這項服務在單日、單周和單月都創下了最大的註冊量。根據“APP分析專家”艾普·安妮（App Annie）稱，該劇的首播還使CBS通路全開APP的下載量增加了一倍以上，與過去30天的平均程式內收入相比，CBS的APP收入翻了一倍。

### 專業評價
| 季數 | 季數 | 爛番茄           | Metacritic      |
| ---- | ---- | ---------------- | --------------- |
|      | 1    | 82%（72條評論)） | 72%（20條評論） |
|      | 2    | 81%（30條評論）  | 72%（10條評論） |
|      | 3    | 91%（32條評論）  | 75%（8條評論）  |

《星際爭霸戰：發現號》在匯總媒體網站爛番茄上獲得了84%新鮮度，得到電視評論家普遍的讚賞。而使用加權平均值的Metacritic給出了73分（滿分100分；38位評論家），代表「普遍好評」。
第一季爛番茄的評論中獲得82%新鮮度、平均評分7.07/10分（51位評論家），評論家普遍共識：「儘管尚需時間證明，但《星際爭霸戰：發現號》傳承了堅強的系列分支於下一世代－由富有魅力之索妮瓜·馬丁-葛林大膽地領銜。」於Metacritic的評論中，第1季獲得72分（滿分100分；20位評論家），屬普遍的好評。
第二季在爛番茄的獲得81%新鮮度、平均評分為 7.32/10（30位評論家）。評論家普遍共識：“《星際爭霸戰：發現號》第二季成功地清理了爭霸戰過去有問題的故事情節，同時仍然有效地將新的故事情節戲劇化。”在Metacritic的評論中，本季每集的平均分數為82分。第2季獲得72分（滿分100分；10位評論家）。
第三季在爛番茄獲得91%新鮮度、平均評分為 7.72/10（32位評論家）。評論家普遍共識：“隨著較少的道德包袱和受歡迎的角色發展，《星際爭霸戰：發現號》繼續開闢自己的道路，並且在敘事上也因此變得更好。” 在Metacritic的評論中，第3季獲得75分（滿分100分；8位評論家）。

## 系列擴展和衍生作品
2018年6月，在成為《星際爭霸戰：發現號》的唯一節目統籌後，寇茲曼與CBS電視工作室簽署了一項為期五年的總體協議，將《星際爭霸戰》的電視系列從《發現號》擴展到幾個新系列、迷你影集和動畫系列 。寇茲曼想“打開這個世界”並在同一個宇宙中創造多個系列，但具有自己獨特的身份，他將這種方法與漫威電影宇宙進行了比較。他補充說，對於每個新系列，他都會“在所有關鍵時刻進行有意義且重要的權衡” 。CBS和寇茲曼在2019年聖地牙哥動漫展上開始將擴展的電視系列稱為《星際爭霸戰》宇宙，並且在2021年4月之前與每個新系列的節目統籌舉行月度會議，以允許不同系列之間的協調。根據寇茲曼的說法，透過使用宇宙中相同的元素來確保“他們不會踩到對方的腳趾”。

### 星際爭霸戰：短途
寇茲曼於2018年7月宣布，將在發現號兩季之間發布一系列短片，以提供“封閉式故事，同時揭示未來《星際爭霸戰：發現號》情節的線索。他們還將向觀眾介紹可能居住在更大的《星際爭霸戰》世界中的新角色。”

### 星際爭霸戰：奇異新世界
安森·蒙特在《發現號》第二季的大結局結束後離開，該劇的粉絲開始呼籲他在聯邦星艦企業號的衍生劇中重新扮演克里斯多福·派克的角色，與麗貝卡·羅梅恩飾演大副，伊森·派克飾演史巴克。寇茲曼證實，像這種系列的開發已於2020年1月開始。派拉蒙+官方於2020年5月正式訂購衍生劇，名為《星際爭霸戰：奇異新世界》，蒙特、派克和羅梅恩皆確認回歸主演。

### 星際爭霸戰：31區
2018年11月，楊紫瓊正在與CBS談判，以出演她的角色菲莉帕·喬吉歐的衍生劇，該劇預計將講述她作為秘密組織31區成員的冒險經歷 。《發現號》編劇金寶妍（Bo Yeon Kim）和埃里卡·利波德特（Erika Lippoldt）於2019年1月被確定為新系列的編劇和節目統籌。寇茲曼說，一旦完成《發現號》第三季的拍攝，衍生劇的拍攝就會開始，但衍生劇的製作因2019冠状病毒病疫情大流行而延遲。喬吉歐在《發現號》第三季中退場，以安排到衍生劇中 。2021年2月，寇茲曼表示仍在討論製作該劇，但在現有五個系列之中的一個結束之前，它不太可能被增加到派拉蒙+的《星際爭霸戰》宇宙名單中。

## 商業搭配

### 漫畫
2017年7月，IDW公司宣布了第一個同名漫畫系列，由麥克·約翰遜（Mike Johnson）和克絲汀·拜爾創作，托尼·沙斯坦（Tony Shasteen）繪圖，故事以克林貢人為主要視角，由另外一個角度詮釋《發現號》的故事。

### 小說
第一部小說於9月26日發行，由同樣為《銀河前哨》系列撰寫衍生小說的小說家大衛·艾倫·麥克（David Alan Mack）撰寫，劇情設定在《星際爭霸戰》第一季第12集的一年後，《發現號》故事的一年前，主要描述星艦神舟號的故事。小說是依照影集總監富勒的要求起筆，過程中麥克也與《發現號》劇組密切合作，以免出現自相矛盾的問題；麥克也在訪談中暗示知名星艦企業號可能會在後續的作品中登場。第二部小說已由科幻小說家戴頓·沃德（Dayton Ward）撰寫中，預計於2018年出版。

### 餘演節目

#### 發現號之後
《發現號之後》，由知名Podcast主持人、喜劇演員麥特·米拉主持，緊接在每集《發現號》播出後以現場直播的真人實境秀方式登場，由索尼影視旗下的Embassy Row公司與羅登貝瑞娛樂合作製作。節目邀請《發現號》的編劇、演員接受訪問，並以推特和觀眾即時互動，進行投票、問答等等節目單元；節目中會解釋許多劇本幕後創作的理念、演員的幕後花絮以及下集預告等等，僅製作一季就被新節目《準備室》取代。

#### 準備室
《準備室》，節目名稱取自《星際爭霸戰》系列中艦長私人房間的專屬稱謂，是CBS重新檢討、構思《發現號之後》節目後推出的新系列節目，取代了《發現號之後》。此節目採用與《發現號之後》類似的節目框架，但是將主題擴大至所有《星際爭霸戰》新上映的作品。第一季主題為《發現號》第二季，第二季則為《星際爭霸戰：畢凱》第一季，第三季則是動畫作品《星際爭霸戰：底層甲板》，第四季重回《發現號》第三季。第一季由知名主持人娜歐米·凱爾（Naomi Kyle）主持，第二季起改由曾在《銀河飛龍》中飾演重要配角的威爾·惠頓擔任主持。本節目採Facebook直播，並在CBS的影音串流服務CBS通路全開中上架。

## 外部連結
- 官方网站 - 派拉蒙+
- 官方网站 - CBS
- 在Netflix上觀看《星際爭霸戰：發現號》
- 星際爭霸戰：發現號的X（前Twitter）
- StarTrekRoom的X（前Twitter）
- 互联网电影数据库（IMDb）上《星際爭霸戰：發現號》的资料（英文）
- 烂番茄上《星際爭霸戰：發現號》的資料（英文）

- 星際爭霸戰：發現號 在阿尔法记忆的相关页面（一個的Wiki網站）